# Iochroma longipes
Espèce
Statut de conservation UICN

 VU D2 : Vulnérable
Iochroma longipes est une espèce de plantes de la famille des Solanaceae.

## Publication originale
- London Journal of Botany 7: 344. 1948.